# Инзовка
И́нзовка (укр. Інзівка) — село,
Инзовский сельский совет,
Бердянський район,
Запорожская область,
Украина.
Является административным центром Инзовского сельского совета, в который, кроме того, входило ликвидированное село Вольное. Инзовка — один из старейших болгарских сёл Северной Таврии.

## Географическое положение
Село Инзовка находится на правом берегу реки Лозоватка,
выше по течению на расстоянии в 6 км расположено село Лозоватка,
ниже по течению на расстоянии в 9 км расположено село Райновка.

## История
Изначально здесь располагалось ногайское поселение Орманчи. В 1860 году почти все ногайцы Мелитопольского уезда (включая орманчийцев) эмигрировали в Турцию.
В конце 1860 года произошли трагические события в Южной Бессарабии. Случился конфликт между болгарами Болграда и администрацией Молдавского княжества, распространившей на болгар рекрутскую повинность. Недовольные болгары избрали депутов и направили их в Болград для переговоров с администрацией колоний. Они требовали сохранения за болгарами тех прав и привилегий, которые они имели в составе России. Здание Болградской гимназии, где собрались около 500 депутатов, окружили румынские войска. 8 ноября грянули выстрелы, было убито 10 болгар, около 200 получили ранения. Кровавая расправа над жителями сопровождалась мародёрством и другими насилиями. Эти события повлекли за собой волну переселения на русскую территорию, из самого Болграда выселилось около 900 человек. В 1861 году группа беженцев из Болграда основала в 6 км от города, но на русской территории, село Болгарийку. В том же году болгары из бессарабского села Ташбунар основали на месте аула Орманчи село, названное Инзовкой в честь генерала И. Н. Инзова — основателя Болграда.
Первая церковь была построена в 1888 году.
27 ноября 1916 года в Инзовке родился Мишо Хаджийский — национальный герой таврических болгар.
В 1930—1933 годах инзовские болгары пострадали от раскулачивания и голода. Многие семьи были высланы на Урал и в Сибирь.
В 1941—1943 годах во время Великой Отечественной войны село было оккупировано немецкими войсками.
В июле 2015 года в Инзовке была установлена мемориальная доска в честь Мишо Хаджийского.
В 2016 году по маршруту Болград — Измаил начал курсировать необычный автобус Перевозчик Владимир Доков украсил машину портретом Ивана Инзова.
До 17 июля 2020 года село входило в состав упразднённого Приморского района.

## Население
Население по переписи 2001 года составляло 1339 человек.

## Экономика
- ООО «Вольный».

## Объекты социальной сферы
- Школа.
- Детский сад.
- Дом культуры.
- Больница.
- Музей.
- Церковь.
- Футбольное поле.

## Галерея

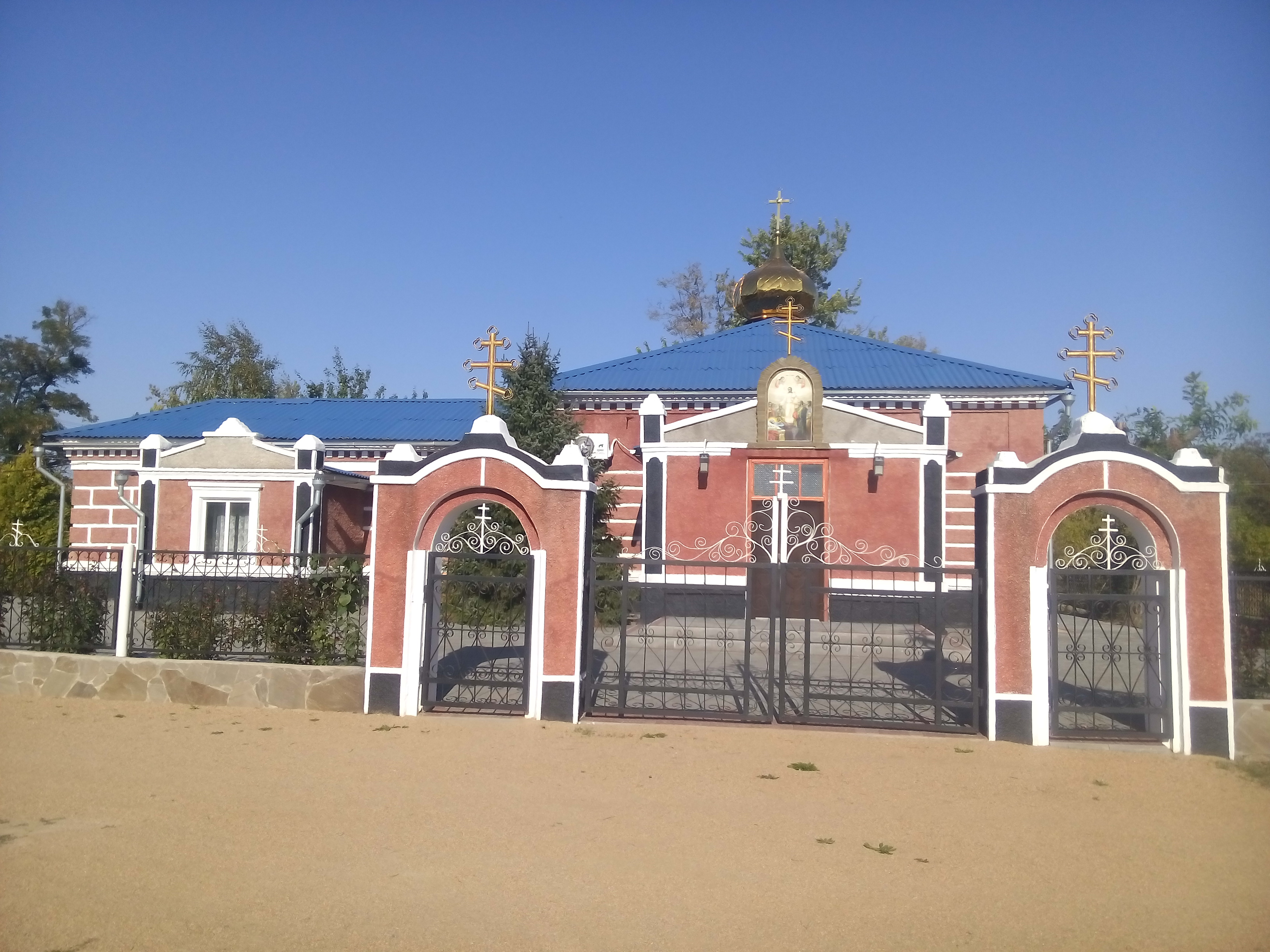
Церковь
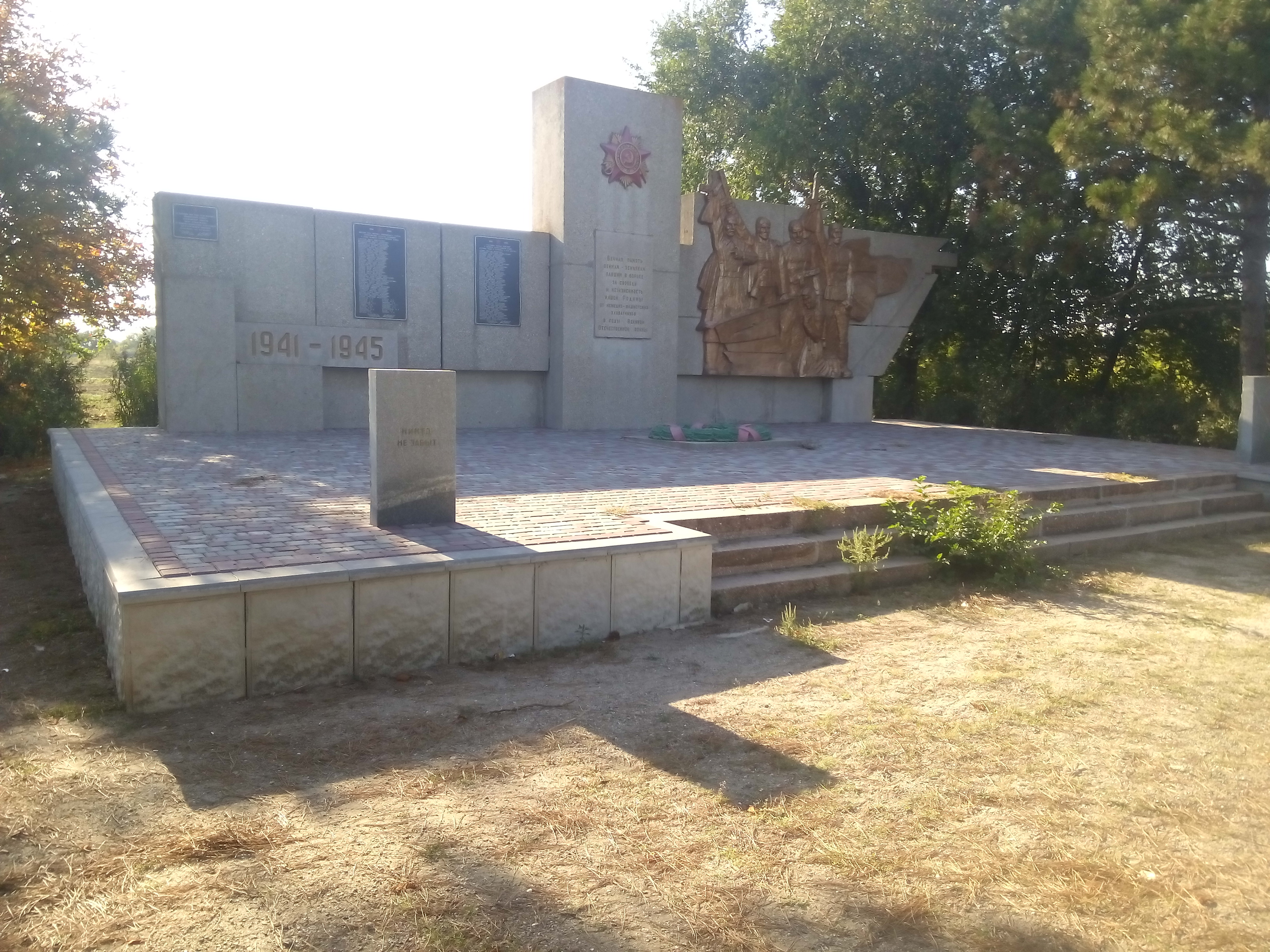
Монумент в честь погибших в ВОВ
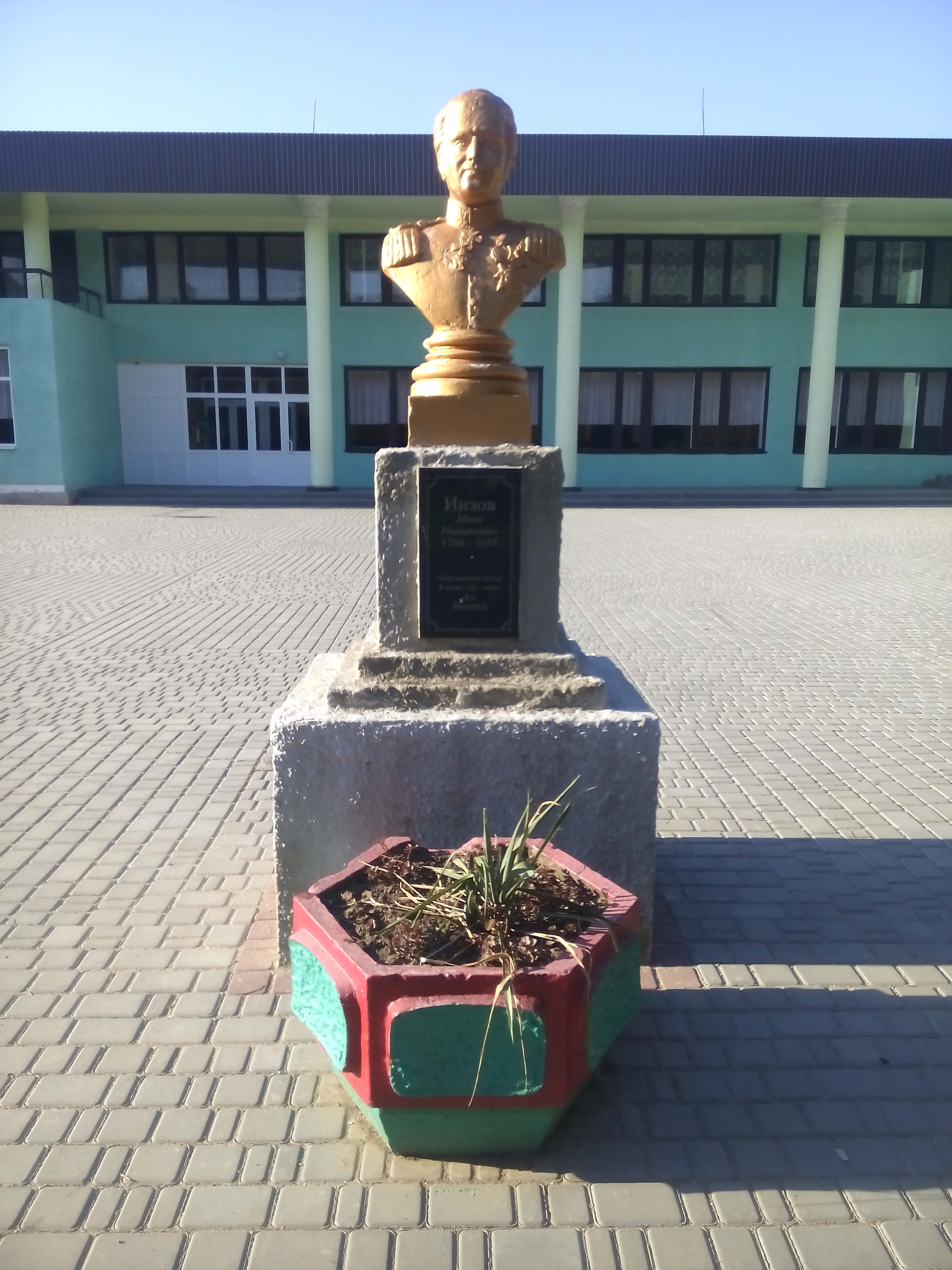
Памятник И. Н. Инзову
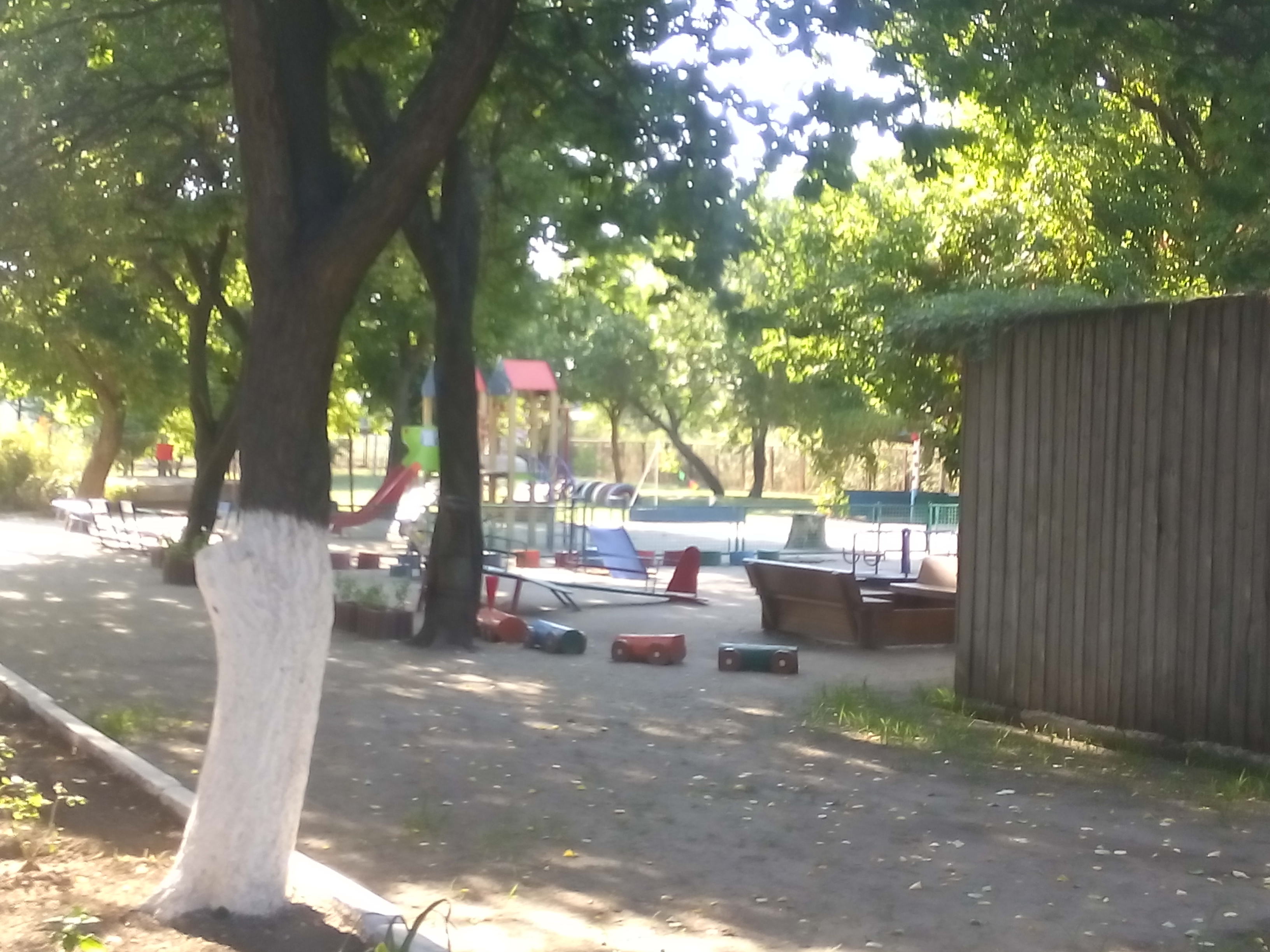
Детский сад
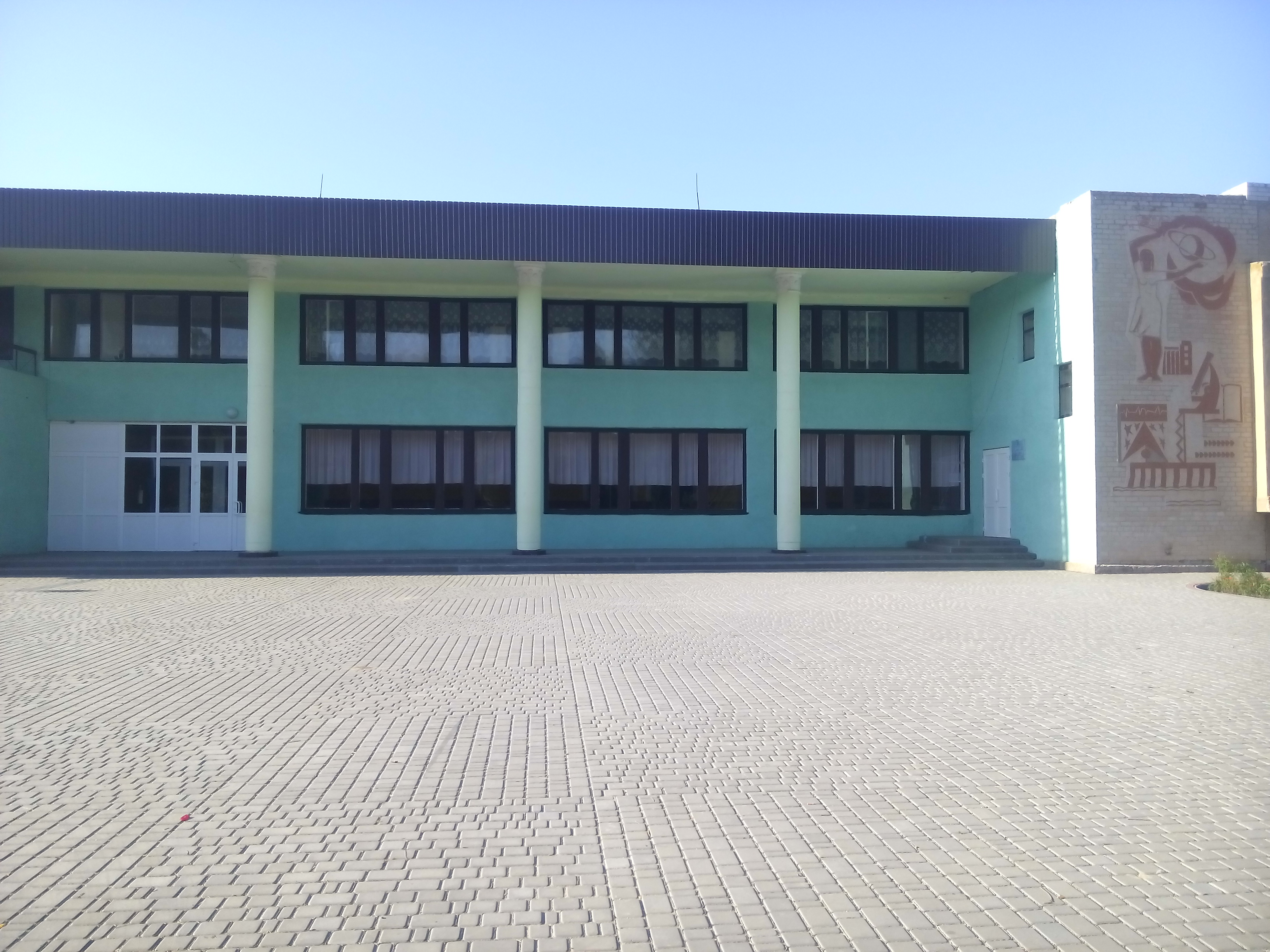
Дом Культуры
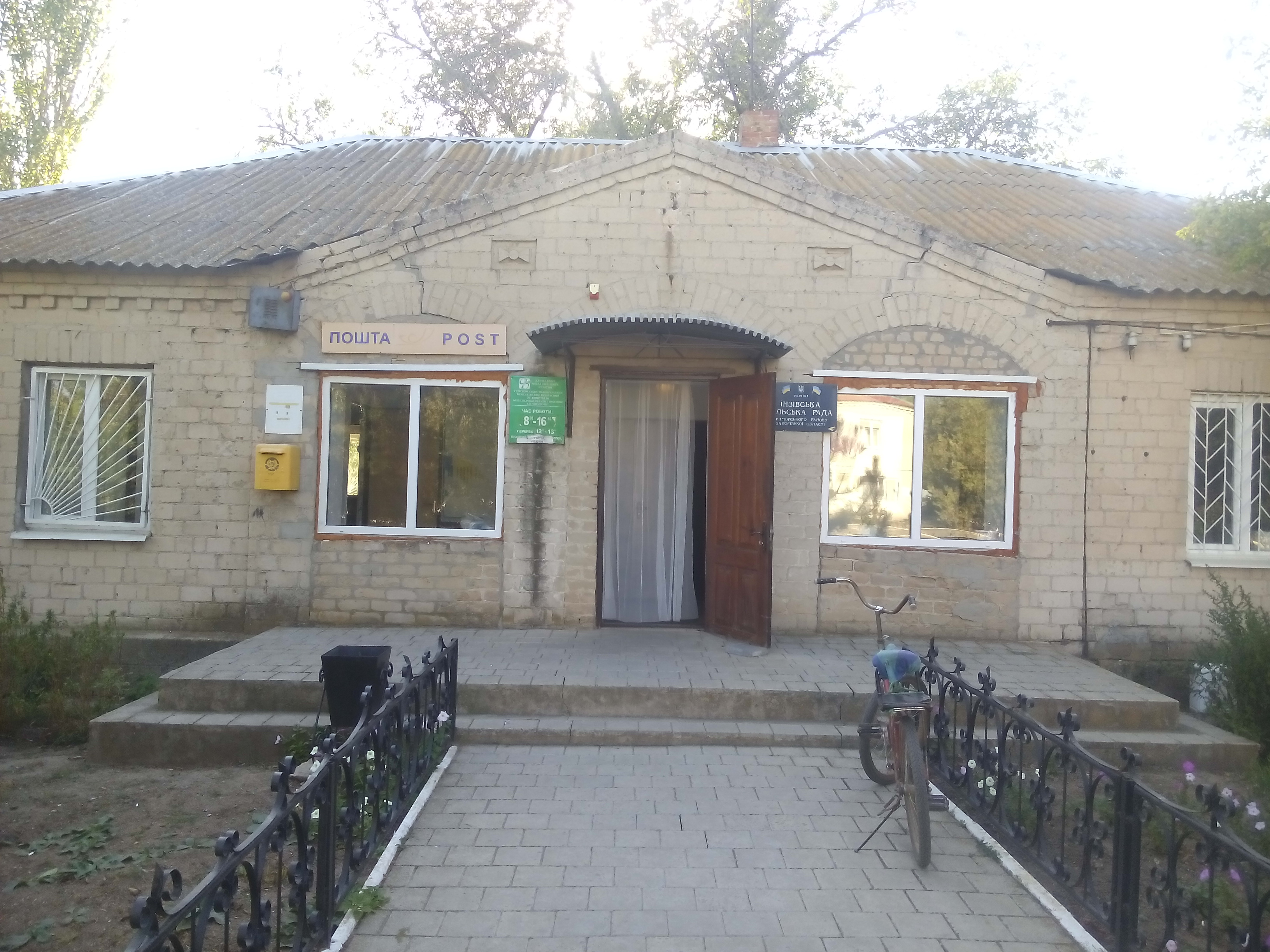
Почта
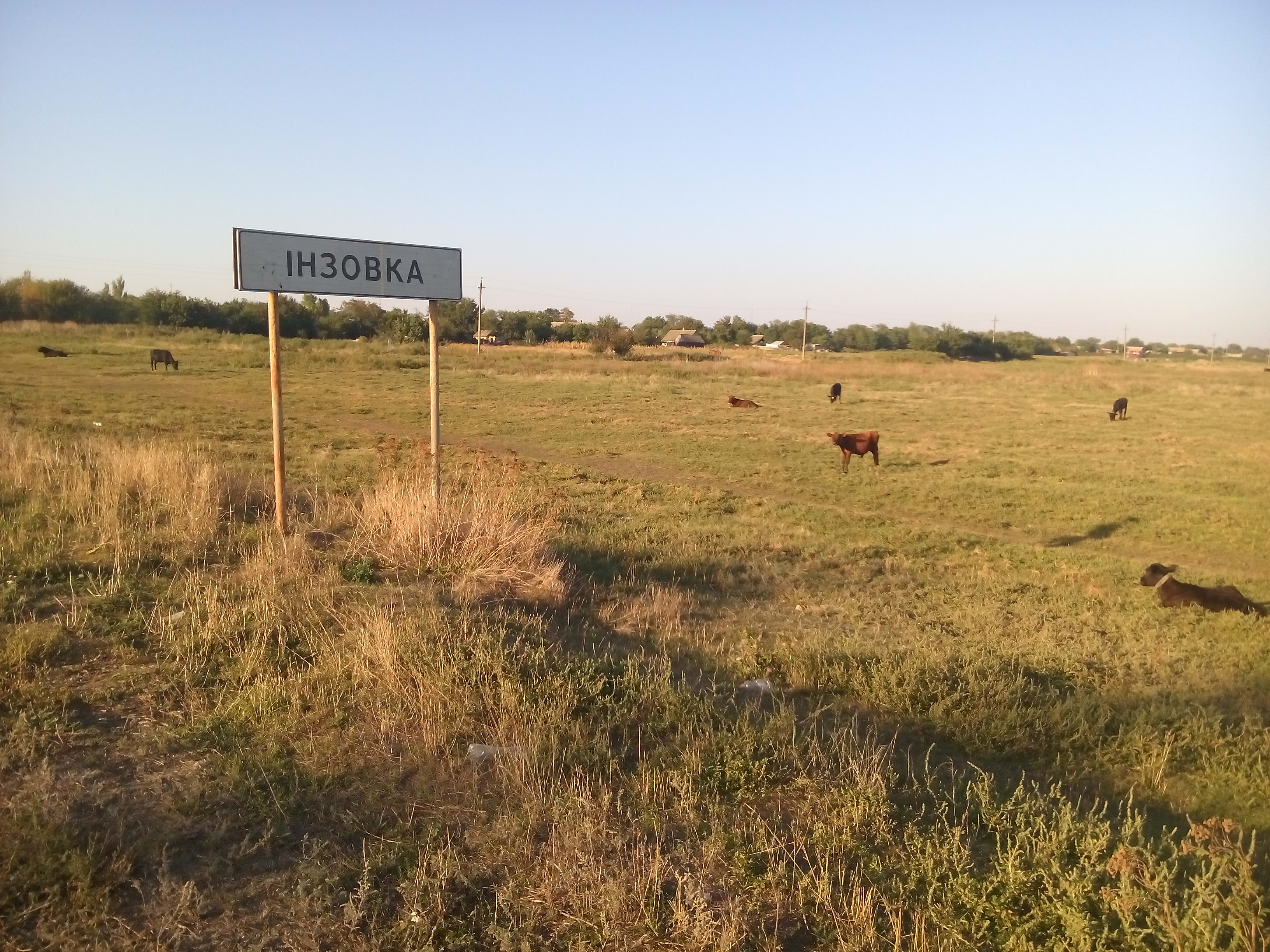
Въезд в село
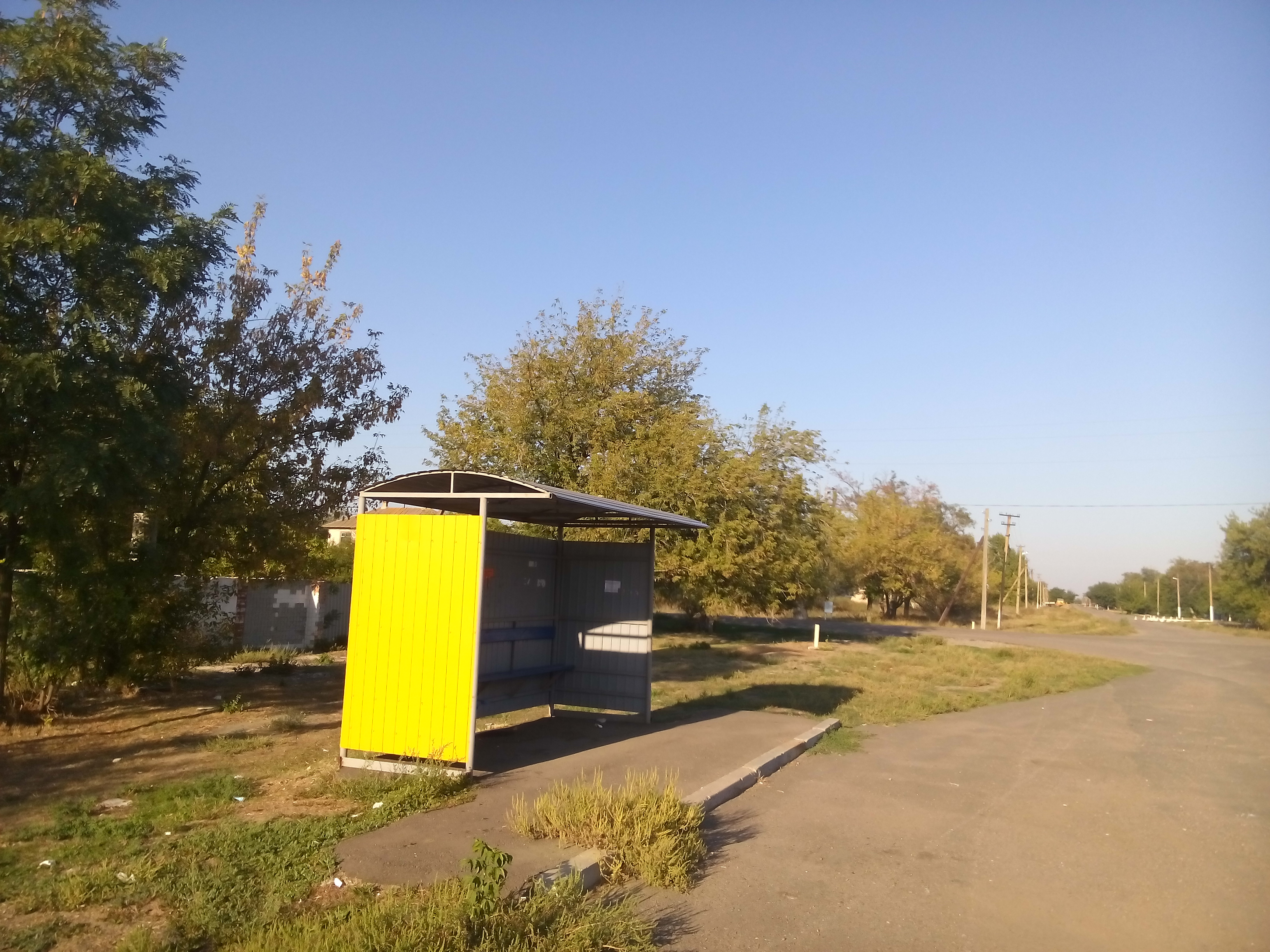
Автобусная остановка
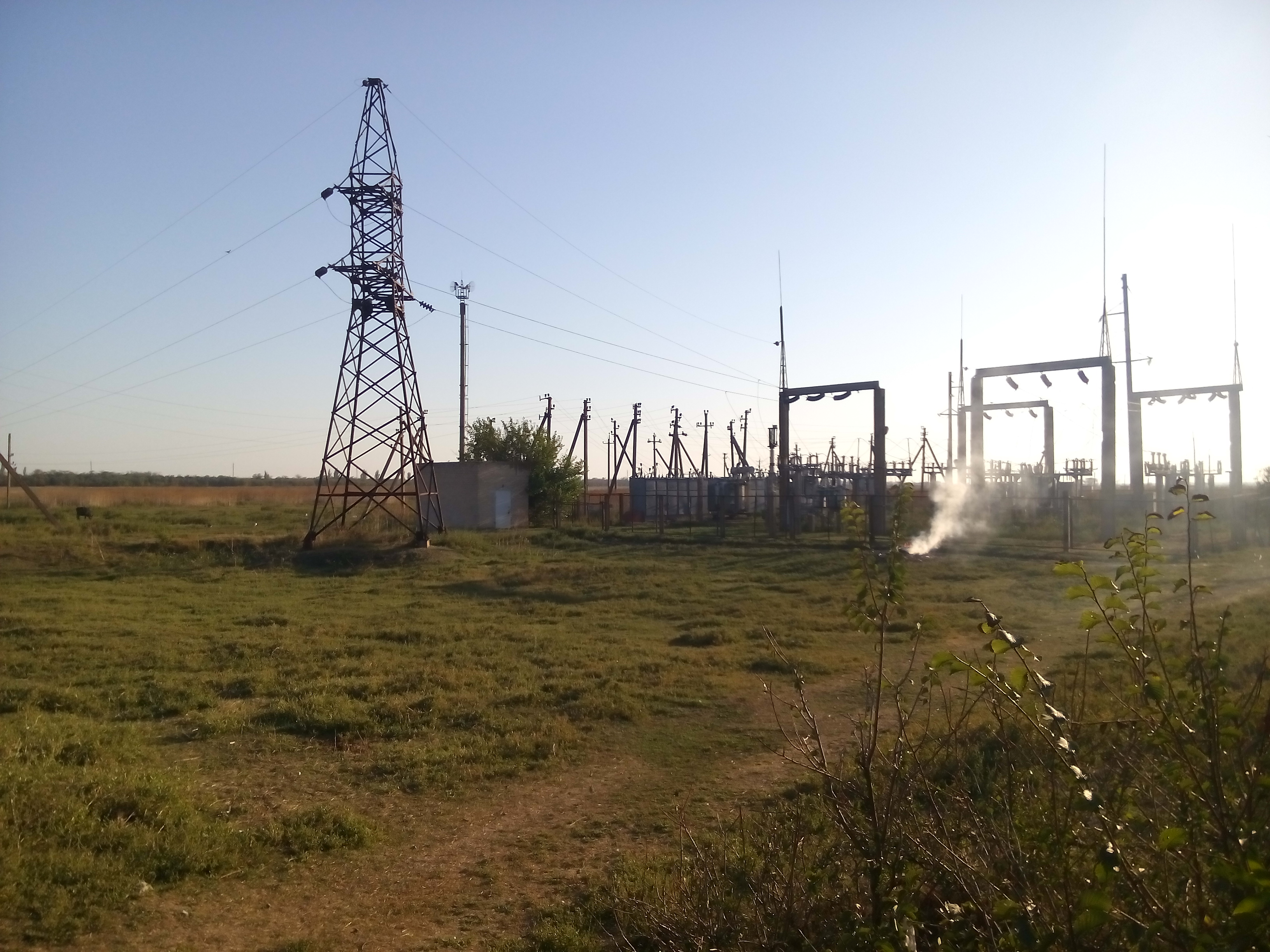
Электрическая подстанция
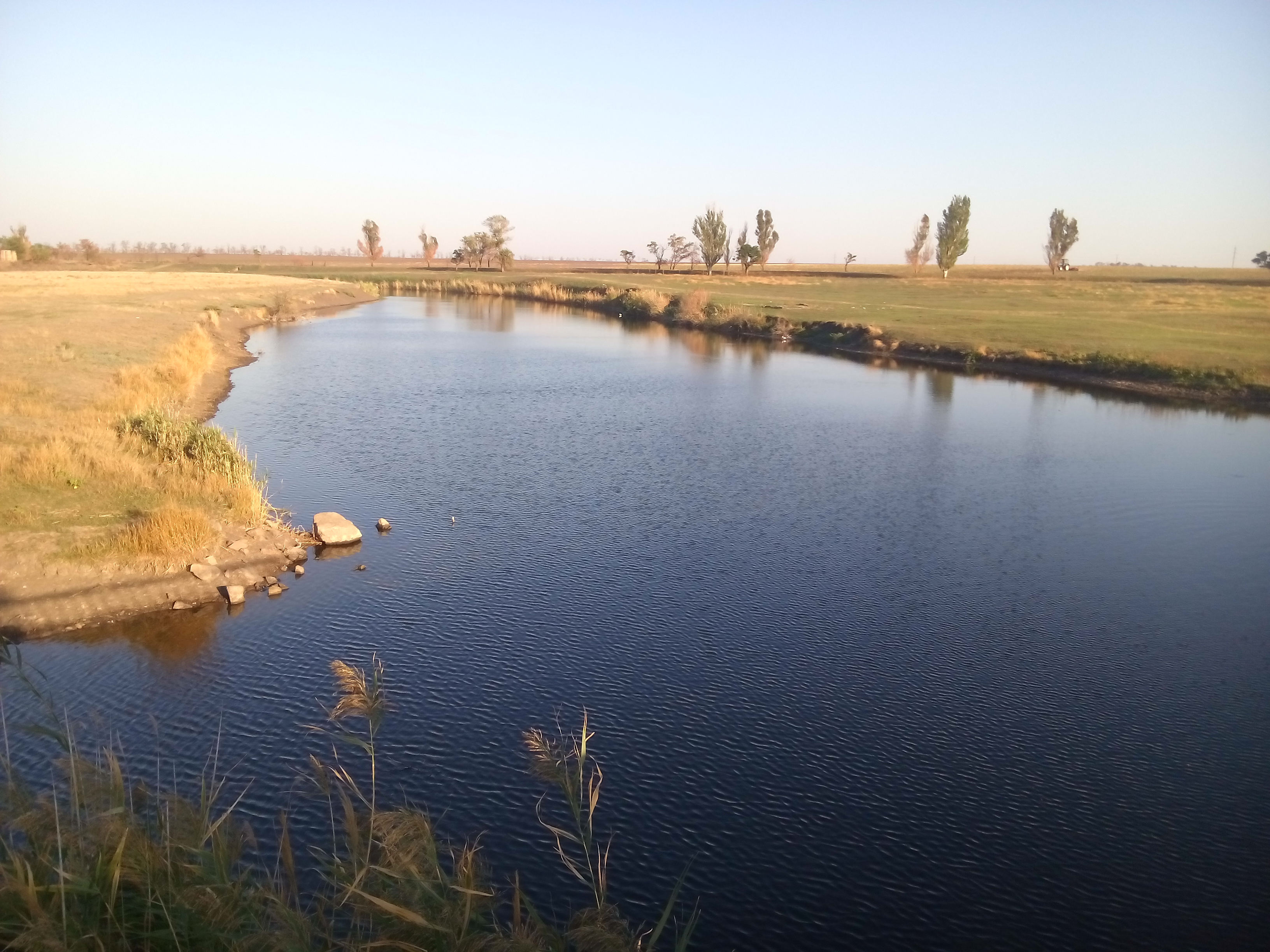
Река Лозоватка
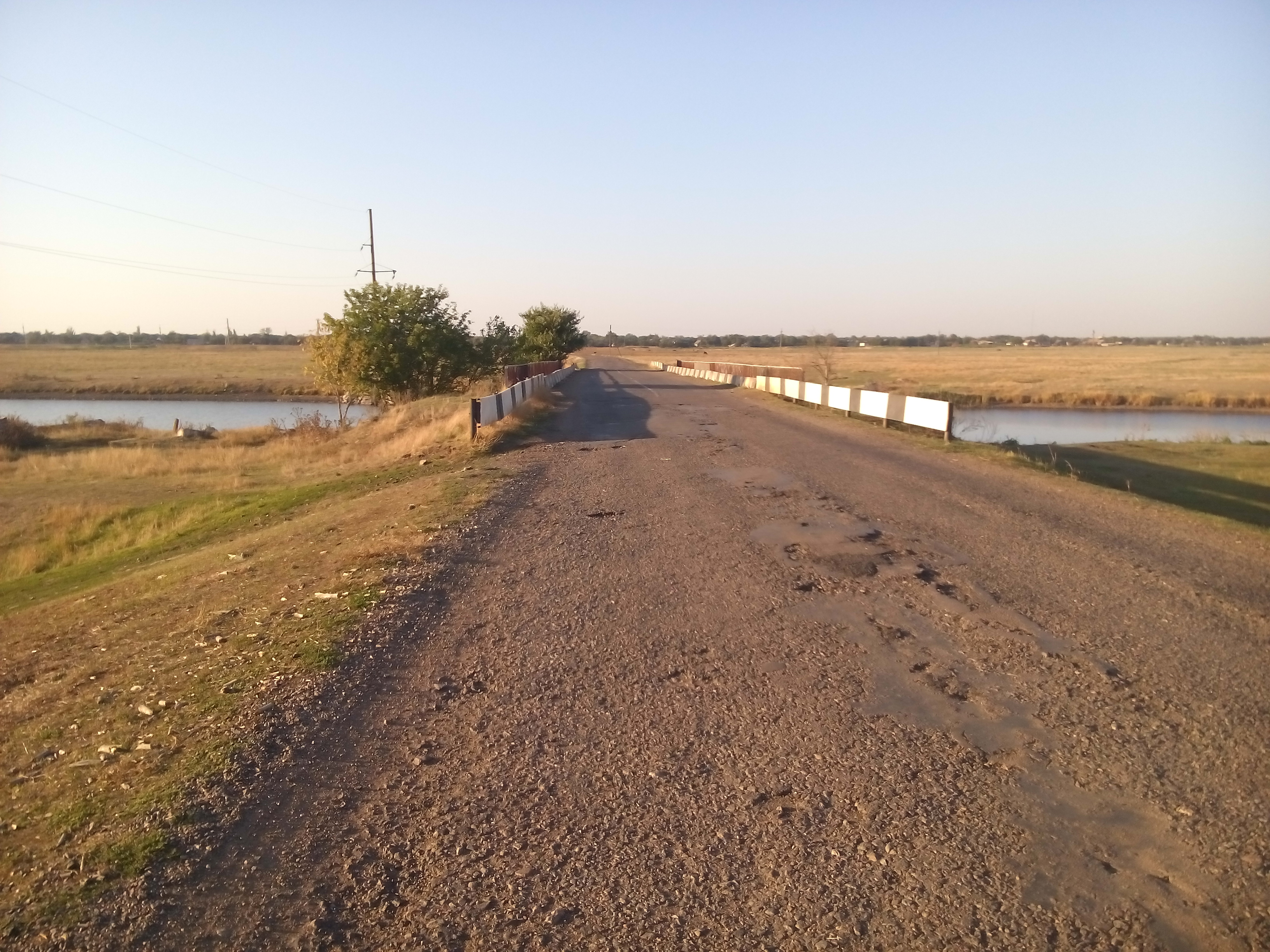
Мост перед селом